# ألفي وايتمان
ألفي وايتمان هو حارس مرمي ولد في 02 أكتوبر 1998 في لندن، إنجلترا ويلعب خاليا في صفوف نادي توتنهام هوتسبر.

## مسيرته الكروية

### توتنهام هوتسبر
بدأ أربع مباريات من أصل ست مباريات في دوري الشباب تحت 19 عامًا في 2016-2017 ، ولعب تسع مباريات في الدوري لأقل من 18 عامًا، وشارك مرة واحدة في كأس الاتحاد الإنجليزي للشباب وظهر مرتين مع فريق تحت 23 عامًا في الدوري الإنجليزي الممتاز. بالإضافة إلى ذلك، تم اختياره على مقاعد البدلاء للفريق الأول لفوزنا بالجولة الثالثة لكأس EFL على جيلينجهام في سبتمبر 2016، وسافر مع الفريق الأول في عدد قليل من المناسبات.
لعب ألفي لفريق التطوير في توتنهام هوتسبر في 2017/18 وتمتع بفرص أخرى للتدريب مع الفريق الأول. على مقاعد البدلاء خلال فوز الفريق في الدوري الإنجليزي الممتاز ضد كريستال بالاس في نوفمبر 2017 ، شارك في 15 مباراة مع توتنهام تحت 23 عامًا في الدوري الإنجليزي الممتاز 2 وكأس الدوري الإنجليزي الممتاز وكأس الدوري الإنجليزي لكرة القدم ، حيث أنقذ بشكل لا يُنسى اثنتين من ركلات الترجيح الأربع الممنوحة لفريق وست هام في فوز دراماتيكي بنتيجة 7-2 في كأس الدوري الإنجليزي الممتاز في أغسطس 2017.
لقد شارك في المباريات الدولية مع إنجلترا على جميع المستويات بين أقل من 16 وتحت 19 عامًا وكان حارس مرمى منتخب الأسود اليافع في كأس العالم تحت 17 سنة 2015.